# Pandaemonium Germanicum

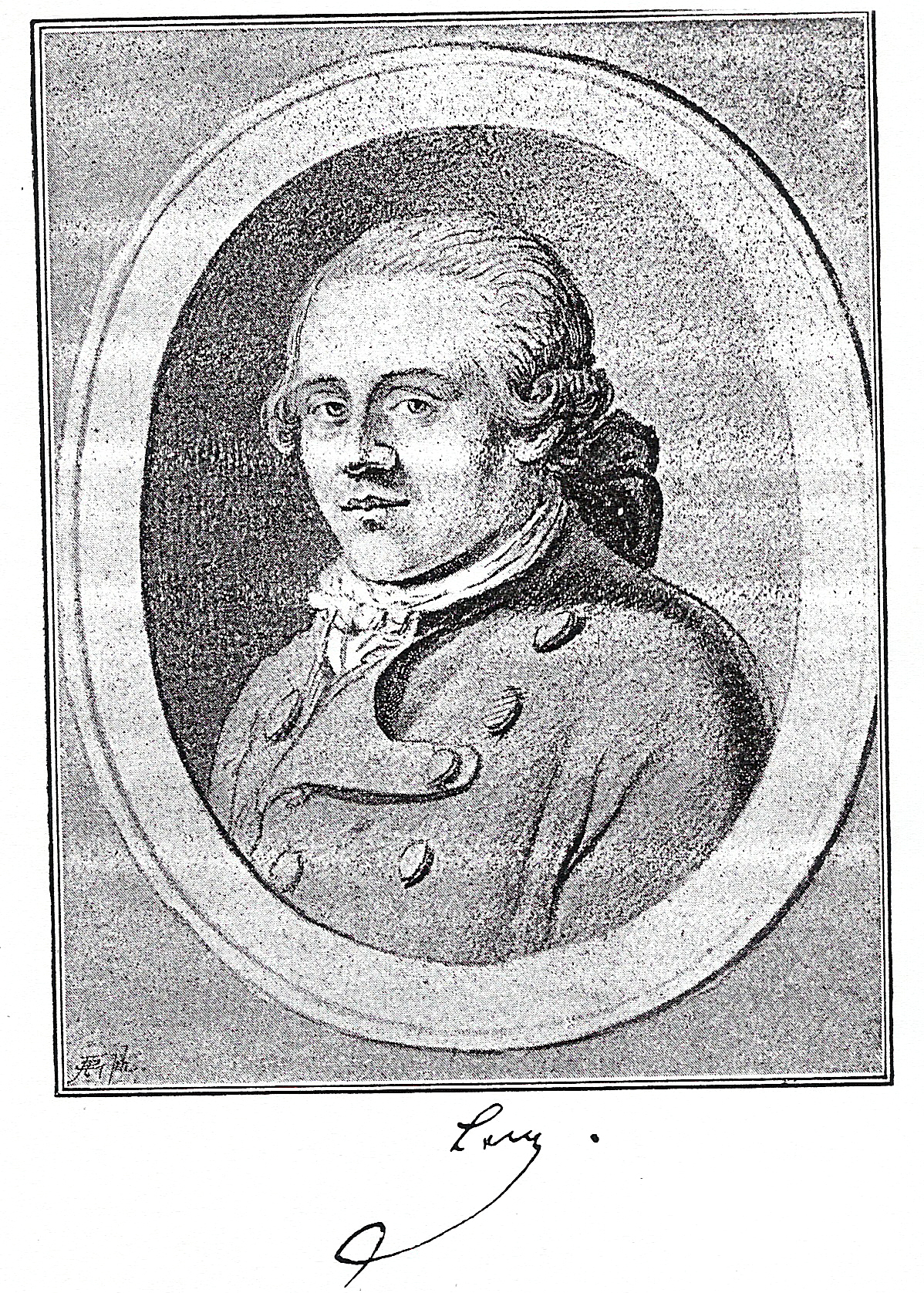
Jakob Michael Reinhold Lenz

Pandämonium Germanikum ist eine szenische Skizze in drei Akten von Jakob Michael Reinhold Lenz, die – 1775 entstanden – erst 1819 bei Friedrich Campe in Nürnberg erschien.
Lenz, „ein junges aufkeimendes Genie aus Kurland“, bezeichnet sich als „Nachahmer“ des „Hn. Goethe“ und wettert in der Nachfolge von dessen Götter, Helden und Wieland gegen den Literaturbetrieb und die Kritiker. Diese Streitschrift kann als frühe apotheotische Rede auf Goethe gelesen werden.

## Titel
Voit übersetzt Pandämonium Germanikum mit „Tempel der deutschen Halbgötter“. Lenz bezeichnet damit doppeldeutig einen Ort, an dem sich sowohl die „von ihm verspotteten als auch“ die „von ihm verehrten Dichter“ aufhalten. Der Autor lässt in seiner Literatursatire Goethe, sich selbst, Hagedorn, Gellert, Gleim, Wieland, Jakobi, Lessing, Klopstock und Herder und Sophie von La Roche auftreten. Auch Ausländer erscheinen auf der Bühne: Lafontaine, Moliere, Rousseau, Rabelais, Scarron und Shakespeare. Das Personal wird vervollständigt mit Namen, die heute weniger bekannt sind: Weisse, Liscow, Rabener, Klotz, Chaulieu, Chapelle, Schmidt und Michaelis.

## Inhalt
Leichtfüßig und mühelos ersteigt Goethe „ein steil Gebürg“ – den Berg der Musen. Er ist „hier geboren“ (PG I,1 H1, S.12). Lenz, der sich in die o. g. Phalanx deutscher Musensöhne drängen möchte, kann dem Bezwinger dieses Parnassus nur mit Mühe folgen, er „kriecht auf allen Vieren“ (PG I,1 H1, S.10). Oben angekommen, schauen beide Dichter herab auf die Nachahmer, Gaffer, Philister, Kunstrichterlein, Rezensenten und Journalisten. „Lauter solche Fratzengesichter“ wollen, aber können den Berg nicht erklimmen; rutschen ab. Der gottgleiche Goethe soll den menschlichen Lenz führen. Durch die Erklimmung des Gipfels verfügt Lenz über die Befähigung zum poetischen Zeugungsakt.
Oben dann, im „Tempel des Ruhms“, begegnet Hagedorn beim Umherstolzieren Lafontaine, Moliere und Rousseau. Die Handlung setzt sich durchweg aus Clowneskem zusammen: Gellert wird angetroffen. Dieser „weint bittere Tränen“. Wieland, dessen „harsche Urteile“ Lenz „empfindlich getroffen hatten“, kommt in der Satire schlecht weg. Goethe „zieht ihn an den Haaren herum“. Ein einflussreicher Kritiker beschwert sich: Lessing habe ihm „einmal einen Faustschlag unter die Rippen gegeben“. Der Singspieldichter Michaelis befürchtet, er müsse schließlich einmal „unbeurteilt sterben“. Lessing rügt Weisse ob der „Nachahmung der Franzosen“ und „Griechen“. Zum Schluss macht sich der junge Lenz vor den versammelten Koryphäen Wieland, Klopstock, Herder und Lessing noch einmal zum Narren. Goethe hingegen darf den Vernünftigen spielen.

## Zusätzliche Betrachtungen
Die im ersten Akt beschriebene Besteigung des Berges lässt sich auf das Talent und die Werke der Schriftsteller beziehen. Mit Leichtigkeit erreicht Goethe die Spitze, Lenz hingegen muss sich bemühen und wirkt wie ein Primat, da er sich auf allen vieren fortbewegt. Goethe wird als Originalgenie dargestellt, der Lenz führen muss.
Lenz beschreibt den Geniebegriff folgendermaßen: Das Genie wird durch nacheifernde Kongeniale zum führenden Genius. Zeitgenossen, die ihre menschliche Bestimmung verfehlt haben, entstellen die göttliche Schöpfung.
Obwohl Lenz die kirchliche Autorität anfechtet, er beschreibt den Pfarrer als „von der Kanzel herunter mit Händen und Füßen schlagend“ (PG II,4 H1, S.44), fordert er eine ungebrochene Ausrichtung auf einen christlichen Gott und bezeichnet die Orthodoxie als kulturfeindliche Borniertheit. Er sieht den Dichter als Verkünder der biblischen und christlichen Wahrheit und fordert die Aufarbeitung der Passionsgeschichte für eine zeitgenössische Dramatik „das hohe Tragische von heut, ahndet ihrs nicht? […] Die Leiden griechischer Helden sind für uns bürgerlich, die Leiden unserer sollten sich einer verkannten und duldenden Gottheit nähern. […] Gebt ihnen alle tieffe voraussehende Raum und Zeit durchdringende Weißheit der Bibel, gebt ihnen alle Wirksamkeit, Feuer und Leidenschaft von Homers Halbgöttern und mit Geist und Leib stehn eure helden da. Möchte ich die Zeit erleben!“ (PG II,6 H1, S.56).
Lenz sieht zwar keinen moralischen Endzweck als Anliegen poetischer Dichtung, jedoch geht er davon aus, dass durch emotionale Affizierung der Rezipient moralisch beeinflusst werden kann.

## Schriftliche Überlieferungen
Die skizzenhafte Literatursatire ist in zwei von Lenz’ eigener Hand stammenden Handschriften und einer Abschrift überliefert.
Die ältere Fassung (H1) wurde in dem Zeitraum von Mai bis Mitte Juli des Jahres 1775 verfasst. Sie befindet sich heute in der Berliner Staatsbibliothek Preußischer Kulturbesitz (SPK). Diese Fassung wurde im Frühsommer bis Mitte Juli des gleichen Jahres überarbeitet. Diese Überarbeitung (H2) liegt in der Bibliotheka Jagiellonska in Kraków. Eine vollständige Abschrift ist in der Bibliothek der Stiftung Weimarer Klassik zu finden.
Auf den handschriftlichen Fassungen ist eine Notiz am Rand „Wird nicht gedruckt“. Die Veröffentlichung der Skizze wollte Lenz wohl vermeiden, da die Angriffe in dem Werk auf Wieland Unmut bei Goethe hervorrief und Lenz einen Streit zwischen sich und Goethe meiden wollte.
1993 brachten M. Luserke und C. Weiß eine zuverlässige Edition beider Handschriften mit einem Fußnotenapparat und einem kurzen Bericht der Druckgeschichte heraus.

## Rezeption
- Goethe hat Lenz höchstwahrscheinlich während der Straßburger Begegnung im Frühsommer 1775 zu einer Kunstauffassung ermutigt, der Lenz in dieser Satire Ausdruck verleiht.[13]
- „Shakespeare, Lessing, Klopstock, Herder und die beiden jüngsten Vertreter der neuen literarischen Bewegung, Goethe und Lenz“, treten den „tändelnden Rokokodichtern“ und den „Verfechtern des französischen Geschmacks“ entgegen.[14] Lenz stellt sich „im Tempel des Ruhms als Vorkämpfer eines neuen Dramas“ hin.[15]